# PKM-R巡邏艇
PKM-R火箭巡邏艇（韓文： 검 독 수 리 급 고 속 함 ），是韓國海軍的巡邏艇。

## 開發
為了應對長期以來不斷穿過北方界線的朝鮮籍艦艇和多次對大韓民國海岸進行侵擾、滲透的朝鮮海軍各類小艇(包括小型潛艇)，韓國海軍自建立以來就擁有了一批中/小型艦艇部隊，這其中以炮艇和飛彈快艇為主。隨著時代發展，韓國海軍也在向藍水海軍不斷邁進。然而因為朝鮮的威脅性存在，海軍始終維繫著頗具規模的中/小型艦艇。尤其是第二次延坪海戰中，韓國海軍的虎頭海雕級357號炮艇在與朝鮮巡邏艇戰鬥時遭遇重創並且沉沒，更加速了韓國海軍小型快速巡邏作戰艦艇的研發。
隨後在2003年，韓國海軍推出了一項名為「韓國快速巡邏艇」的項目，項目代號PKX，也被稱為金雕級巡邏艇。按照韓國海軍最初的計劃，金雕級巡邏艇的設計排水量應為250噸，但2002年6月發生的「第二次延平海戰」之後，韓國海軍認為此時PKX的設計已經無法滿足需求，隨後就重整PKX計畫，金雕級巡邏艇的設計在隨後的發展中衍生為兩種型號，項目代號分別為PKX-A型導彈艇和PKX-B型巡邏艇。其中PKX-B飛彈艇設計即PKM-R巡邏艇。而PKX-A導彈艇設計即現在的尹永夏级導彈艇。

## 同型艇
| 建造序号 | 舷号     | 舰名         | 造船厂     | 开工日期 | 下水日期       | 交船日期 | 服役日期       |
| -------- | -------- | ------------ | ---------- | -------- | -------------- | -------- | -------------- |
| 1        | PKMR-211 | Chamsuri-211 | 韓進重工業 |          | 2016年7月28日  |          | 2017年10月30日 |
| 2        | PKMR-212 | Chamsuri-212 | 韓進重工業 |          | 2018年12月21日 |          | 2019年11月28日 |
| 3        | PKMR-213 | Chamsuri-213 | 韓進重工業 |          | 2018年12月21日 |          | 2019年12月18日 |
| 4        | PKMR-215 | Chamsuri-215 | 韓進重工業 |          | 2018年12月21日 |          | 2019年12月31日 |
| 5        | PKMR-216 | Chamsuri-216 | 韓進重工業 |          | 2019年12月13日 |          |                |
| 6        | PKMR-217 | Chamsuri-217 | 韓進重工業 |          | 2019年12月13日 |          |                |
| 7        | PKMR-218 | Chamsuri-218 | 韓進重工業 |          | 2019年12月13日 |          |                |
| 8        | PKMR-219 | Chamsuri-219 | 韓進重工業 |          | 2019年12月13日 |          |                |

## 外部連結
- （英文）韩国海军官方网站简介（页面存档备份，存于）
- （英文）Gumdoksuri Class - Naval Technology（页面存档备份，存于）
- （英文）Gumdoksuri class missile patrol boats（页面存档备份，存于）
- （英文）Fast Patrol Boat (PKX) Gumdoksuri / Guided Missile Patrol Killer (PKG) - GlobalSecurity.org（页面存档备份，存于）
- 검독수리- A 사업 추진 현황（页面存档备份，存于）
- （日語）日本周辺国の軍事兵器 - コムクスドリ型ミサイル艇（PKG）（页面存档备份，存于）
- （繁體中文）韓國 尹永夏級飛彈快艇 PKX（页面存档备份，存于）
- （简体中文）西海刺客：“尹永夏”导弹歼击艇_中国网（页面存档备份，存于）